# Mamady Bangré
Mamady Alex Bangré (* 15. Juni 2001 in Toulouse, Frankreich) ist ein burkinisch-französischer Fußballspieler. Der linke Mittelfeldspieler spielt seit 2024 für Grenoble Foot.

## Karriere

### Verein
Bangré begann seine Karriere in der Jugendabteilung vom FC Toulouse. Dort wurde er ab 2019 in der zweiten Mannschaft eingesetzt. Im April 2021 folgte im Coupe de France das Debüt für die A-Mannschaft. Hier erzielte er nach seiner Einwechslung in der 60. Minute das entscheidende 2:1-Siegtor gegen den Fünftligisten Olympique Saumur. Im weiteren Verlauf der Saison kam der Mittelfeldspieler auch noch auf zwei Einwechslungen in der Ligue 2. In der folgenden Spielzeit sammelte er sieben Ligaeinsätze, davon zwei in der Startelf und gewann mit der Mannschaft die Zweitligameisterschaft. Nach Saisonende ging er nicht den Weg mit dem FC Toulouse in die Ligue 1, sondern wechselte für ein Jahr auf Leihbasis zur US Quevilly. Im französischen Norden absolvierte er 37 der 38 möglichen Ligaspiele der Spielzeit 2022/23 und erzielte 14 Scorerpunkte, wobei sich seine durchschnittliche Spielzeit im Saisonverlauf von Einwechslungen zu Startelfeinsätzen steigerte. Nach Ablauf der vereinbarten Leihzeit kehrte er zu seinem Ausbildungsverein zurück. Im Januar 2024 wechselte er per Leihe mit Kaufoption zu Absteiger ES Troyes AC in die Ligue 2. Im Sommer desselben Jahres wurde er zu Grenoble Foot transferiert.

### Nationalmannschaft
Bangré debütierte im März 2022 im Rahmen eines Freundschaftsspiels gegen den Kosovo für die burkinische Nationalmannschaft. 2023 erreichte er mit seiner Mannschaft die Qualifikation für den Afrika-Cup 2024.